# Kardași, Nijîn
Kardași (în ucraineană Кардаші) este un sat în comuna Vertiivka din raionul Nijîn, regiunea Cernihiv, Ucraina.